# 中田駅 (神奈川県)
中田駅（なかだえき）は、神奈川県横浜市泉区中田南三丁目にある、横浜市営地下鉄ブルーライン（1号線）の駅である。駅番号はB04。

## 概要

工藤晴也「虹の翼」（1999年）

横浜市泉区の幹線道路である神奈川県道22号横浜伊勢原線（長後街道）の中田駅前交差点付近の地下にある。県道沿いには商店街「なかだ商店会」・「中田中央商店会」があり商店が密集しているが、その周囲には落ち着いた住宅街が広がっている。
駅舎のデザインは、地域に根付いたぬくもりのある「私の家」という意識を持てる駅をテーマとし、コンコースから改札口までは住宅をイメージして、床を土色のグラニットタイル、壁は木材をイメージした土壁色のケイ酸カルシウム板に、そして木漏れ日を表す黄色のアクセントが施されている。柱は小豆色のフッ素樹脂塗装鋼板を用い、身近で親しまれる駅が表現されている。プラットフォームでは、階段にもっとも近い柱を小豆色にして視認性を高め、出口を強調する工夫がなされている。また2番出入口を降りた正面コンコースにはパブリックアートとして「虹の翼」（工藤晴也 作）が設置されている。

## 歴史
- 1999年（平成11年）8月29日 - 戸塚 - 湘南台間延伸により開業[2][3]。
- 2004年（平成16年）12月1日 - 京王設備サービスによる業務委託駅となる[6][7][8]。
- 2007年（平成19年）
  - 9月1日 - ホームドアの使用開始。
  - 12月8日 - PASMO専用改札が設置される。
- 2012年（平成24年）5月1日 - docomo Wi-Fiによる、公衆無線LANサービス開始。
- 2015年（平成27年）7月18日 - ダイヤ改正により運転を開始した快速の停車駅に設定される（戸塚駅から湘南台方面は各駅に停車）。

### 駅名の由来
駅所在地の旧地名「中田町」に由来する。地名の読みは、地元では「なかだ」と呼ばれていたが、住居表示変更の折に「なかた」と表示されてしまった。そこで、地下鉄開業前に地元奥津氏を中心に交通局と打ち合わせが行われ、駅名を「なかだ」にすることに決定した。

## 駅構造
島式ホーム1面2線を有する地下駅である。駐輪場が地下1階、改札口が地下2階、ホームが地下3階にある。

### のりば
| 番線 | 路線         | 行先         |
| ---- | ------------ | ------------ |
| 1    | ブルーライン | 湘南台方面   |
| 2    | ブルーライン | あざみ野方面 |

- 上表の路線名は旅客案内上の名称（愛称）で記載している。

エレベーターは地上 - 改札間に2基、改札 - ホーム間に1基ある。出口は中田北方面に3か所、中田南方面に1か所ある。中田北方面の出口はエレベーターのみの出口が1か所、階段のみが残り2か所である。中田南方面はエレベーターとエスカレータ、階段のある出口となっている。

### 駅構内施設
改札外には売店があったが、マッサージ店に変わった後、現在は空きスペースとなっている。売店では、平日朝に新聞販売が行われていたが、2013年3月末に閉店となった。
現在の駅構内における物販は、改札外に5台ある自動販売機での飲料水等の販売のみである。
コインロッカーが、改札外に設置してある。

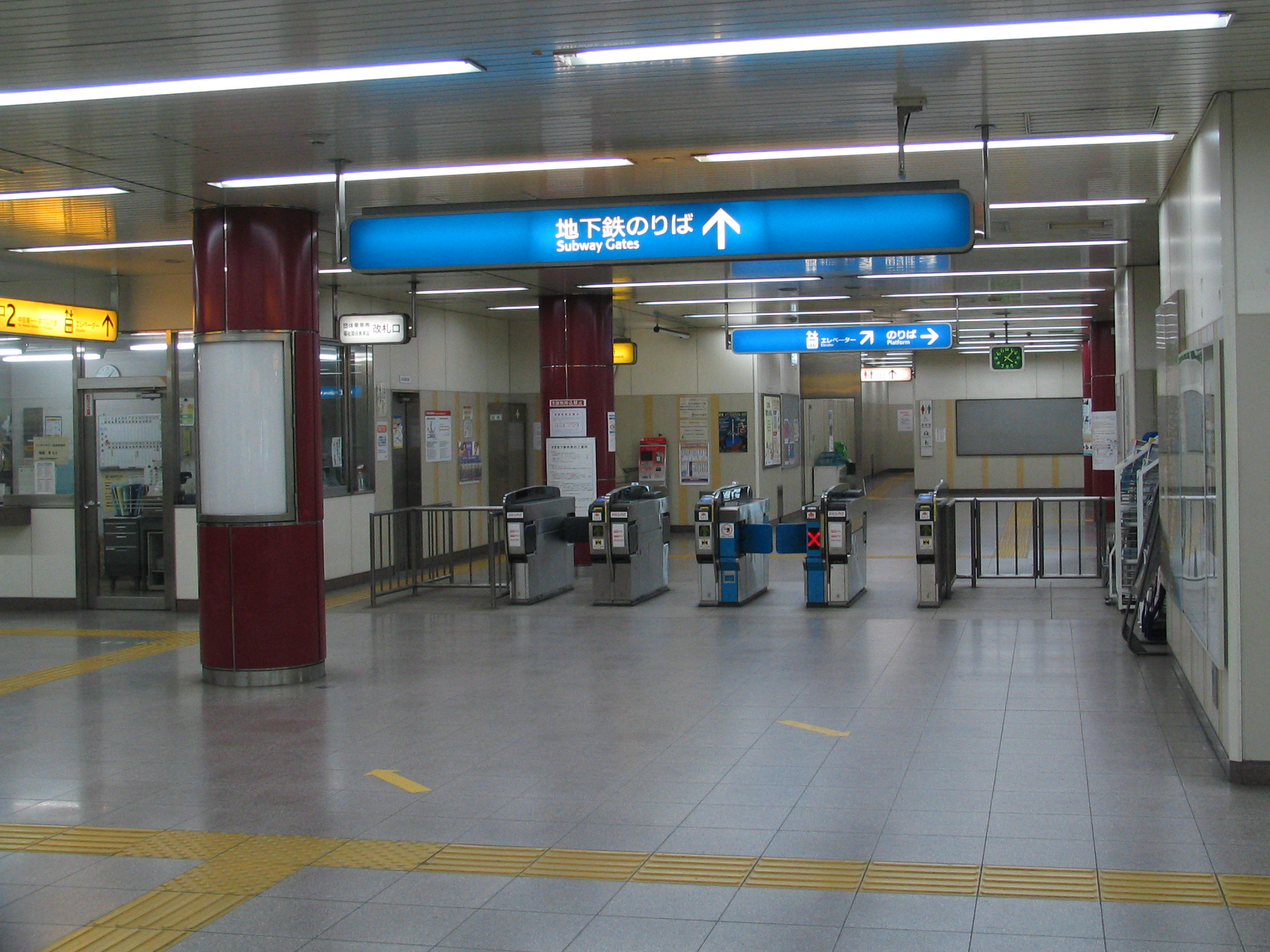
改札口
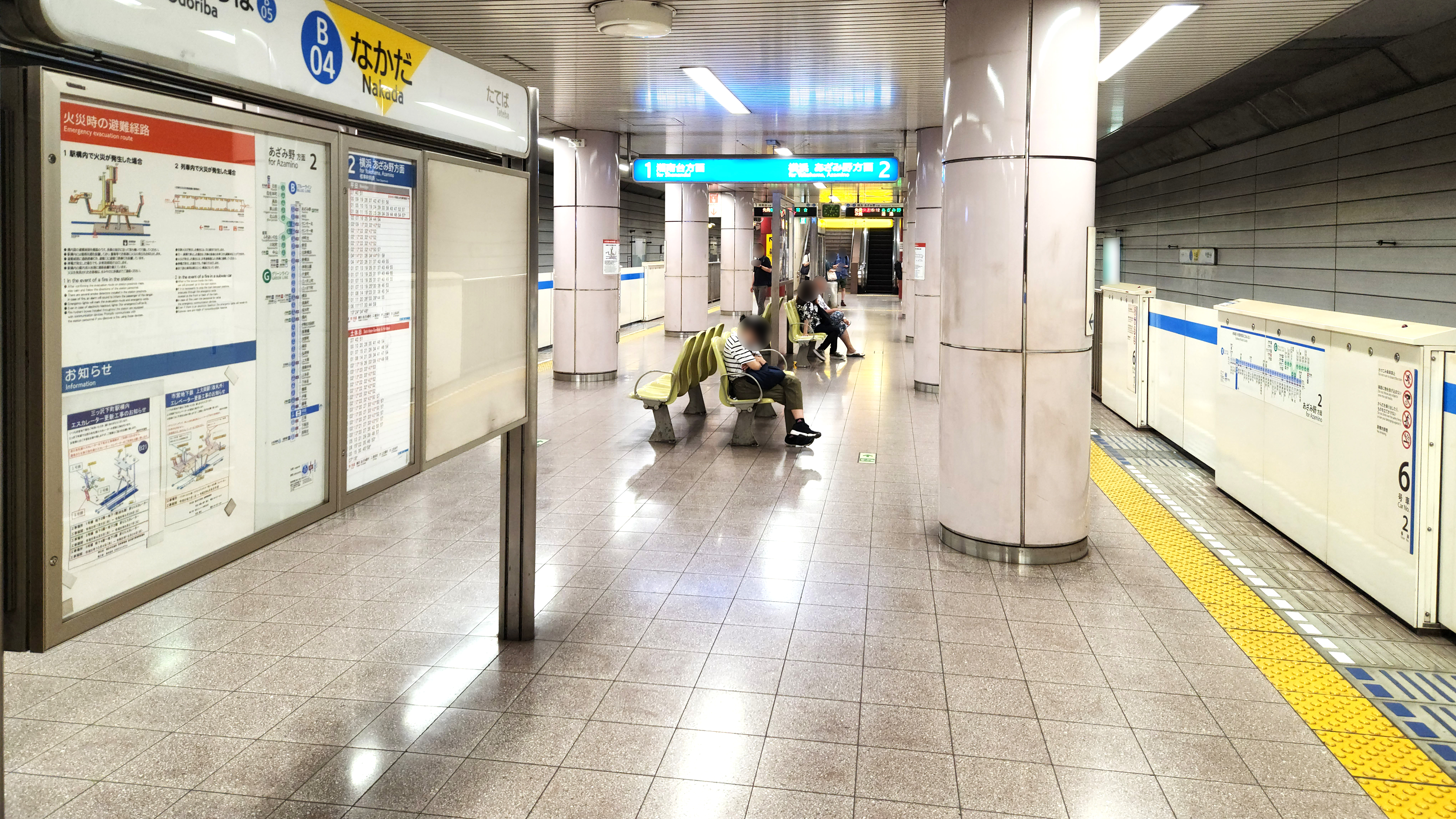
ホーム（2023年7月）

## 利用状況

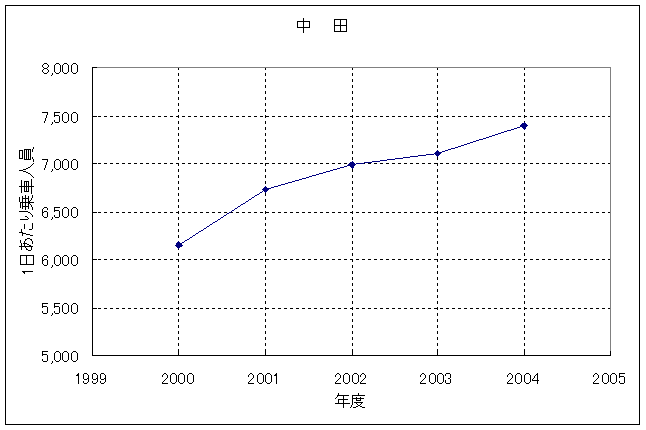
1日あたり乗車人員の推移

2023年（令和5年）度の1日平均乗降人員は16,795人（乗車人員：8,365人、降車人員：8,430人）である。
開業以来の1日平均乗降・乗車人員推移は下記の通り。
| 年度               | 1日平均 乗降人員 | 1日平均 乗車人員 | 出典     |
| ------------------ | ---------------- | ---------------- | -------- |
| 1999年（平成11年） | 7,171            | 3,609            | [ * 1 ]  |
| 2000年（平成12年） | 12,223           | 6,156            | [ * 1 ]  |
| 2001年（平成13年） | 13,383           | 6,732            | [ * 2 ]  |
| 2002年（平成14年） | 13,784           | 6,992            | [ * 3 ]  |
| 2003年（平成15年） | 14,058           | 7,156            | [ * 4 ]  |
| 2004年（平成16年） | 14,754           | 7,396            | [ * 5 ]  |
| 2005年（平成17年） | 15,182           | 7,682            | [ * 6 ]  |
| 2006年（平成18年） | 15,444           | 7,809            | [ * 7 ]  |
| 2007年（平成19年） | 15,774           | 7,921            | [ * 8 ]  |
| 2008年（平成20年） | 16,009           | 8,003            | [ * 9 ]  |
| 2009年（平成21年） | 16,534           | 8,260            | [ * 10 ] |
| 2010年（平成22年） | 16,715           | 8,358            | [ * 11 ] |
| 2011年（平成23年） | 16,540           | 8,274            | [ * 12 ] |
| 2012年（平成24年） | 16,792           | 8,394            | [ * 13 ] |
| 2013年（平成25年） | 17,244           | 8,608            | [ * 14 ] |
| 2014年（平成26年） | 16,930           | 8,441            | [ * 15 ] |
| 2015年（平成27年） | 17,372           | 8,662            | [ * 16 ] |
| 2016年（平成28年） | 17,785           | 8,865            | [ * 17 ] |
| 2017年（平成29年） | 18,103           | 9,016            | [ * 18 ] |
| 2018年（平成30年） | 18,592           | 9,248            | [ * 19 ] |
| 2019年（令和元年） | 18,030           | 8,962            | [ * 20 ] |
| 2020年（令和02年） | 13,887           | 6,931            |          |
| 2021年（令和03年） | 14,973           | 7,466            |          |
| 2022年（令和04年） | 16,156           | 8,054            |          |
| 2023年（令和05年） | 16,795           | 8,365            |          |

備考
1. ↑  1999年8月29日開業。

## 駅周辺
地下鉄開業前は交通の便が悪いにもかかわらず1960年代から宅地開発が進行していた。戸塚駅までの長後街道の慢性的な交通渋滞と不安定なバスの運行に悩まされていた中田地区の住民にとって、地下鉄開業は数十年来の悲願であった。
横浜市郊外部の特徴である農村と新興住宅地の共存が見られる地域である。
- しらゆり公園
- 横浜市立中田小学校
- 横浜市立葛野小学校
- 横浜市立東中田小学校
- 横浜市立中田中学校
- 中田寺
- 御霊神社
- 横浜中田郵便局
- 中田コミュニティーハウス
- エーコープ関東(中田店) [注 1]
- ハックドラッグ
- ファッションセンターしまむら　→Seria（100円ショップ）
- 魚べい Aコープ中田店（回転寿司）
- 神奈川銀行中田支店
- ローソン中田駅前店
- ファミリーマート中田駅前店
- 泉警察署中田交番

## バス路線
長後街道上にある中田が最寄りバス停。
- 立場駅方面（2番出入口前）
  - 神奈川中央交通
    - 戸58 - 立場ターミナル行 ※1本のみ
    - 戸61 - 上飯田車庫行（いちょう団地経由）
    - 戸64 - いちょう団地行
- 戸塚バスセンター方面（1番出入口側）
  - 神奈川中央交通
    - 戸58・戸61・戸64 - 戸塚バスセンター行

## その他
駅改札口とホームは、映画『交渉人 真下正義』でのロケーション撮影で使用された。撮影時は、TTR九段下駅（路線名は東陽線でモデルは東京メトロ東西線）とされた。

## 隣の駅
横浜市営地下鉄
 ブルーライン（1号線）
■快速・■普通
立場駅 (B03) - 中田駅 (B04) - 踊場駅 (B05)